# Coronation Anthems
Als Coronation Anthems („Krönungshymnen“) bezeichnet man heute im Allgemeinen vier 1727 von Georg Friedrich Händel komponierte geistliche Chorwerke (Anthems) mit den Titeln Zadok the Priest, Let Thy Hand Be Strengthened, The King Shall Rejoice und My Heart Is Inditing.

## Entstehung
Händel komponierte die vier Anthems als Auftragswerk des britischen Königs Georg II. zu dessen Krönung in der Westminster Abbey am 11. Oktober 1727. Die Partituren der Werke erschienen anschließend zunächst separat, bis sie später in einem Band zusammengefasst wurden.

## Aufbau

### Zadok the Priest
Diese Hymne in D-Dur ist wohl die bekannteste der Coronation Anthems. Sie dauert etwas mehr als fünf Minuten. Der Text aus dem 1. Buch der Könige (Kapitel 1, Verse 39–40 ) berichtet von der Salbung Salomos durch den Priester Zadok und den Propheten Nathan und vom Jubel des Volkes. Der breiten Öffentlichkeit ist die Hymne insbesondere daher bekannt, weil das Thema in der UEFA-Champions-League-Hymne verarbeitet wurde.

### Let Thy Hand Be Strengthened
Der Text stammt aus Psalm 89 (Verse 13–14 ). Die Hymne besteht aus drei Teilen: einem leichten, fröhlichen Beginn in G-Dur, einem schwermütigen, langsamen Mittelteil in e-Moll und einem Alleluja-Schlussteil wiederum in G-Dur.

### The King Shall Rejoice
Der Text aus Psalm 21 (Verse 1–3, 5 ) berichtet von der Bekehrung durch die guten Segnungen und von der Krönung zum König mit einer Krone aus purem Gold. Die Hymne besteht aus vier Teilen. Im feierlichen ersten Abschnitt in D-Dur wird die Freude des Königs über Gottes Kraft besungen, im sanften zweiten Teil in A-Dur seine Freude über Gottes Heil. Der dritte Abschnitt beginnt mit einem strahlenden D-Dur-Akkord des Chores, der in eine h-Moll-Fuge mündet. Der vierte Abschnitt ist wie in der zweiten Hymne ein Alleluja-Schlussteil in D-Dur.

### My Heart Is Inditing
Der Text stammt aus Psalm 45 (Verse 1, 10, 12 ) und Jesaja (Kapitel 49, Vers 23 ). Von den vier Teilen der Hymne wird der erste in D-Dur abwechselnd von einem Solochor und dem großen Chor gesungen. Der zweite Teil in A-Dur handelt von den Königstöchtern unter den „Geliebten“, das heißt den Nebenfrauen, des Königs und preist damit das politische Geschick des Königs, der durch zahlreiche „Ehen“ Verbindungen zu anderen Fürstenhäusern knüpft. (Die englische Übersetzung des hebräischen Textes spricht hier von honourable women „ehrbaren Damen“.) Im sanften dritten Abschnitt in E-Dur wird die Königin im goldenen Gewand besungen. Sie, die „Braut“ oder „Gemahlin“, ist im Unterschied zu den Nebenfrauen diejenige, die bei offiziellen Anlässen neben dem König stehen darf. Der feierliche Schlussteil in D-Dur (nach Jes. 49,23) enthält die Zusage Gottes, dass Könige und Königinnen Pflegeväter und -mütter (Ammen) des Volkes (Israel) sein werden. Dies kann als Verpflichtung des gekrönten Paares gelesen werden, für das Wohl des Volkes zu handeln.

## Reihenfolge
Die Reihenfolge der verschiedenen Teile ist umstritten. Innerhalb der Krönungszeremonien erklang zuerst Let Thy Hand Be Strengthened, danach zur Salbung Zadok the Priest, dann The King Shall Rejoice zur Krönung und schließlich My Heart Is Inditing zur Krönung der Königin (Caroline von Ansbach). Der Eingangssatz dieses letzten Stücks zeigt Händels Kunstfertigkeit, aus einfachem musikalischem Material einen komplexen und erhabenen Satz zu entwickeln. Heutzutage steht Zadok the Priest, wenn als Teil der Coronation Anthems gespielt, am Anfang. Manchmal werden auch die zweite und dritte Hymne vertauscht.

## Nachwirkungen
Zadok the Priest wurde seit 1727 bei jeder Krönung eines britischen Monarchen verwendet, zuletzt 2023 für Charles III. Der Komponist Tony Britten verwendete dieses Anthem 1992 als Grundlage für das Arrangement der Hymne der UEFA Champions League.

## „Coronation Anthems“ anderer Komponisten
„Coronation Anthem“ bezeichnet keine eigenständige musikalische Gattung oder gar exklusiv die Stücke, die Händel für die Krönung Georgs II. komponierte. Eine illustre Reihe von englischen Komponisten vor und nach Händel hat bedeutende Werke zum Anlass der Krönung eines englischen/britischen Monarchen geliefert. Die während der Krönungszeremonien erklingenden Anthems (gleich ob choraliter oder figuraliter) umfassen auch nicht nur die vier oben erwähnten Stücke, sondern eine weitaus größere Zahl, anfangend mit demjenigen zur Prozession zu Beginn der Krönungszeremonien (gewöhnlich erklingt hier Oh Lord, Grant the King a Long Life). 
Zu den bekanntesten Komponisten von Anthems für Krönungsgottesdienste zählen Henry Purcell, John Blow und Thomas Attwood. Attwood, ein Schüler Mozarts, komponierte 1820 I Was Glad zur Krönung von Georg IV. und 1830 Oh Grant the King a Long Life zur Krönung von Wilhelm IV.
Attwood starb im März 1838, als er ein Anthem für die Krönung von Königin Victoria komponierte.
Purcells Coronation Anthems (umfassend I Was Glad und My Heart Is Inditing) sind in mehreren Einspielungen erhältlich, ebenso die Rekonstruktion der gesamten Krönungszeremonien für Georg II., in der auch ältere Krönungsanthems erklingen.